# Angelo Ziccardi
Angelo Raffaele Ziccardi (Irsina, 1º maggio 1928 – Matera, 6 gennaio 2019) è stato un politico italiano.

## Biografia
Dopo gli studi liceali, si iscrisse al Partito Comunista nel quale già da giovanissimo divenne dirigente. Nella Federbraccianti di Matera svolse un ruolo di primo piano partecipando attivamente alle lotte per la terra sia nel Metapontino che nell'entroterra della provincia di Matera, tanto da essere considerato uno dei protagonisti della Riforma fondiaria in Basilicata. Consigliere provinciale di Matera nel 1952, in seguito fu dirigente dell'Associazione Provinciale dei Contadini di Napoli e nel 1958 dirigente nazionale della Federbraccianti e dell'Alleanza dei Contadini a Roma.
A fine anni sessanta divenne segretario della Federazione materana del PCI e consigliere regionale nella prima legislatura della Regione Basilicata nel 1970. Fu eletto senatore per tre legislature nel Collegio di Matera dal 1972 al 1983, continuando il suo impegno sui temi dell'emancipazione dei contadini, del lavoro e dell'occupazione; durante il suo intero mandato parlamentare fu membro della Commissione permanente sul lavoro e la previdenza sociale, e fu estensore e primo firmatario della legge 285/77 sull'avviamento al lavoro dei giovani.
Terminato il mandato parlamentare, ha presieduto la Lega Regionale delle Autonomie Locali.